# قائمة الكتب المنشورة في المغرب سنة 2008

## 1 - الشعر الفصيح: ( 62 مجموعة شعرية)
- آت شظايا من رسائلهم - عبد الغني فوزي - منشورات اتحاد كتاب المغرب - الرباط.
- إبحار في ذاكرة القلب - خالد بودريف - أنفو برانت - فاس - 102 صفحة.
- أب مفتاح باب - علي ماسو - مطبعة تريفة - بركان - 54 صفحة.
- أحتمل الوجود - محمد أنوار محمد - دار الأمان - الرباط - 70 صفحة.
- أضغاث أحلام - إبراهيم الكراوي .
- أعدني إلى رحم المحبرة - عبد الرحمن بوعلي - مطبعة تريفة - بركان - 128 صفحة.
- إكسير الروح - رشيدة فقري - مطبعة أنفو برانت -فاس - 57 صفحة.
- إلى من تسكن قلبي - محمد جناني - منشورات المطعم الثقافي الأندلسي - أصيلة - 35 صفحة.
- إليك أيها الظمأ كل هذا الارتواء - فتيحة النوحو - البوكيلي للطباعة - القنيطرة - 54 صفحة.
- أنت عصاي الكريمة عند اللقاء - عبد القادر الطاهري - مؤسسة التنوخي - آسفي - 49 صفحة.
- الإنسان الحر أو السامي - عمر حمداوي - مطبعة الأنوار المغاربية - وجدة.
- أي رهان - حسن المباركي صحري - دار الآفاق المغربية للنشر - البيضاء -115 صفحة.
- أي ذاكرة تكفيك - ثريا ماجدولين - مطبعة النجاح الجديدة - البيضاء.
- إيقاعات نشيد العشق - رشيد سوسان - مطبعة الجسور - وجدة - 97 صفحة.
- أيها البراق - عبد الكريم الطبال - منشورات سليكي - طنجة - 114 صفحة.
- البحر ذروة الماء البحر ذروة العطش - أحمد شقوبي - منشورات إذاعة طنجة.
- بوح أنثى - غادة مصباح - دار القرويين - البيضاء - 83 صفحة.
- البياض يليق بسوزان - بوجمعة العوفي - مطبعة أنفو برانت - فاس - 115 صفحة.
- بين ذراعي قمر - فاطمة الزهراء بنيس - دار ملامح للنشر - 173 صفحة.
- تحرير الفكر (ج2) - عبد العزيز برحيلي - مطبعة الجسور - وجدة.
- تغريد خارج السرب - البشير بلفقيه - دار أبي رقراق - الرباط - 88 صفحة.
- تقاسيم على وتر حزين - محمد رحموني - مطبعة الجسور - وجدة - 48 صفحة.
- حدائق زارا - رشيد الخديري - مطبعة أنفو برانت - فاس - 56 صفحة.
- حديث الحب - مصطفى بلعوني - منشورات وزارة الثقافة - الرباط.
- حديث المرحلة - رشيدة أفيلال - نداكوم - الرباط - 66 صفحة.
- الحزن يعصف كل يوم - إدريس يزيدي - مطبعة تريفة - بركان - 99 صفحة.
- حناجرها عمياء - لطيفة المسكيني - دار توبقال - البيضاء - 94 صفحة.
- حين يهب الماء - صباح الدبي - مطبعة أنفو برانت - فاس - 90 صفحة.
- الخيط الأخير - عبد الجواد الخنيفي - منشورات وزارة الثقافة - الرباط - 57 صفحة.
- رحلات أبدية - كمال الأيوبي - ربا نيت - الرباط - 69 صفحة.
- رسائل غير آمنة إلى آمنة - عبد القادر الطاهري - مؤسسة التنوخي للطباعة والنشر-آسفي- 66 صفحة.
- السماء تغادر المحطة - فؤاد شردودي - منشورات زاوية - الرباط - 96 صفحة.
- سيدة القمة - محمد لقاح - مؤسسة التنوخي للطباعة والنشر- آسفي - 51 صفحة.
- شاهدة على يدي - علي العلوي - دار شمس للنشر - القاهرة - 99 صفحة.
- شبهة الطين - الذهبي المشروحي - منشورات اتحاد كتاب المغرب - الرباط.
- صمت الحواس - عبد الحق ميفراني - منشورات اتحاد كتاب المغرب - الرباط.
- ضجر الموتى - سعيد الباز - منشورات وزارة الثقافة - الرباط –
- عتبات الذاكرة - محمد عماري - دار الورزازي للنشر - الرباط.
- العري على موائد اللغة - زين العابدين اليساري - طوب بريس - الرباط - 118 صفحة.
- الغابة الأولى - محمد الشنتوفي .
- فرامل لعجلات طائشة في الهواء - بنيونس ماجن - دار الزمان - دمشق - 83 صفحة.
- قصائد مالحة - إدريس بوقاع .
- قفازات بدائية - إدريس علوش - دار التكوين - دمشق - 96 صفحة.
- قميص الأشلاء - إدريس علوش - منشورات اتحاد كتاب المغرب - الرباط.
- كما لو رآني - عبد اللطيف شهبون - منشورات سليكي إخوان - طنجة.
- كوة - أحمد الجوهري - المطبعة الوراقة - مراكش - 78 صفحة.
- لا شيء - عتيق الزيادي .
- لسيدة الشبق أعترف - الطيب هلو - مؤسسة التنوخي للطباعة والنشر - آسفي - 61 صفحة.
- للصمت متسع للنظر - الحسن العابدي - مطبعة سجلماسة - مكناس.
- لؤلؤ ومرجان - عز الدين الإدريسي - مطبعة النجاح الجديدة - البيضاء - 546 صفحة.
- مباهج ممكنة - أحمد بنميمون - دار القرويين - البيضاء - 98 صفحة.
- مخلوقات العزلة - خالد الذهبية - منشورات وزارة الثقافة - الرباط.
- مرايا الريش الخفيف - منير الإدريسي - منشورات اتحاد كتاب المغرب - الرباط -113 صفحة.
- مركبة السنجاب - محمد بودويك - مطبعة أنفو برانت - فاس - 141 صفحة.
- من فراديس الوجدان - أمينة توتة الإدريسي - دار القرويين - البيضاء - 106 صفحة.
- موشحات حزن متفائل - محمد الميموني - 142 صفحة.
- هذا جناه علي الشعر - عبد السلام المساوي - مطبعة أنفو برانت - فاس 98 صفحة.
- هذيانات على قارعة الروح - مصطفى بدوي - منشورات إذاعة طنجة - 74 صفحة.
- وصايا ماموث لم ينقرض - محمد السرغيني - منشورات جامعة سيدي محمد بن عبد الله - فاس 217 صفحة.
- وضاقت بما رحبت - محمد زروقي - مطبوعات الهلال -وجدة-84 صفحة.
- ومضات عاشق - جمال الخالدي - مطبعة الجسور - وجدة - 133 صفحة.
- يسكن بحرا - محمد الرويسي - مطبعة النجاح الجديدة - البيضاء 109 صفحة.

## 2 - الرواية: (23 رواية).
- إعادة الانتشار - محمد بريكي بلقايد .
- انكسار الريح - أحمد المخلوفي - منشورات مرايا - طنجة - 256 صفحة.
- بابل - عبد العزيز آيت بنصالح - المطبعة والوراقة الوطنية - مراكش - 254 صفحة.
- ثقل العالم - سعيد بوكرامي - منشورات أجراس -دار القرويين - البيضاء-73 صفحة.
- خبز وحشيش وسمك - عبد الرحيم لحبيبي - إفريقيا الشرق - البيضاء - 232 صفحة.
- رقصة العنكبوت - مصطفى لغتيري - دار الحرف - القنيطرة.
- الريف بين الأبيض والأسود - خالد قدومي - hi-tec طنجة.
- صهيل منتصف الليل - الحسين الحياني - دار أبي رقراق - الرباط 204 صفحة.
- طوق اليمام - ربيع مبارك - المركز الثقافي العربي - البيضاء.
- العابر - جلول قاسمي - إفريقيا الشرق - البيضاء - 200 صفحة.
- غابت سعاد - بوشعيب الساوري - دار أزمنة - الجزائر.
- غرب المتوسط - عبد العزيز جدير - دار أبي رقراق - الرباط - 302 صفحة.
- فارة المسك - الميلودي شغموم - منشورات الريشة السحرية - مكناس.
- الفندق - محمد مسلك - إفريقيا الشرق - البيضاء - 142 صفحة.
- قبل أن تغيب الشمس - عبد المجيد بنسودة - منشورات وزارة الثقافة - الرباط -223 صفحة.
- قصة حديقة الحيوانات - يوسف فاضل - مطبعة النجاح الجديدة - البيضاء.
- محلى ومارينز - ميلود بنباقي - مركز نهر النيل للنشر - القاهرة - 160 صفحة.
- مرايا - مصطفى شعبان - مطبعة تريفة - بركان - 203 صفحة.
- المقامات العنكبوتية - محمد علي حيدر - مطبعة النجاح الجديدة - البيضاء - 216 صفحة.
- مواجع أنثى - سعاد رغاي - إفريقا الشرق - البيضاء - 80 صفحة.
- مشلوميخ هيروتا أو سمراء العسل - أحمد ظريف - مطبعة بني يزناسن - سلا - 148 صفحة.
- موسم الكرامة - عقى النماري - مطبعة دار القرويين - البيضاء 156 صفحة.
- نساء باكيات - علي أفيلال - مطبعة النجاح الجديدة - البيضاء.
- وشم الجنوب - أحمد الفطناسي - مطبعة Noursafi - آسفي - 123 صفحة.
- وقت الرحيل - نور الدين محقق .
- ابزو محاولة لاستعادة الذاكرة المفتقدة فرحات المصطفى دار وليلي للطباعة والنشر مراكش

## 3 - القصة القصيرة: (36 مجموعة)
- أصوات - عبد النبي بزاز - دار الوطن للصحافة - الرباط.
- أكواريوم - عبد الحميد الغرباوي - منشورات مجموعة البحث في القصة القصيرة بالمغرب - البيضاء.
- الأندلسية - المصطفى الدقاري - منشورات أجراس - البيضاء - 68 صفحة.
- البيت الرمادي - عبد اللطيف النيلة - دار وليلي - مراكش.
- تسونامي - مصطفى لغتيري - منشورات أجراس - البيضاء.
- الجثة الحية - السعدية صوصيني - التنوخي - آسفي.
- الجدار ينبت ها هنا - مبارك حسني - منشورات مرابا - طنجة.
- الحب في شارع المارشال - عبد القادر الطاهري - منشورات التنوخي - آسفي - 66 صفحة.
- حروف الفقدان - عبده حقي -مطبعة أنفو برانت - فاس - 113صفحة.
- حلم لا يرى النور - بديعة بنمراح - منشورات التنوخي - آسفي - 44 صفحة.
- خبز أسود خبز أبيض - محمد الحاضي - منشورات مجموعة البحث في القصة القصيرة - البيضاء-
- خدوش على جداريات القوارير - صالحة رحوتي - مركز نهر النيل للنشر- القاهرة - 116 صفحة.
- خريف وقصص أخرى - أحمد المديني - منشورات المديني.
- دار المليحة عزة بين الشام وأنوال - عبد القادر الطاهري - مؤسسة التنوخي - آسفي.
- رحلة في السراب - إدريس الجرماطي -Impression Net - ورزازات - 88 صفحة..
- رعشات من معطف الليل - مليكة صراري - منشورات أجراس - دار القرويين - البيضاء - 96 صفحة.
- رغبات مجنونة - محمد الدغمومي - منشورات اتحاد كتاب المغرب - الرباط.
- روتانا سينما وهلوسات أخرى - هشام بن الشاوي - دار أبي رقراق - الرباط.
- سرير الدهشة - محمد اكويندي - منشورات أجراس -دار القرويين - البيضاء-60صفحة.
- سم بدون كولسترول - عبد السلام المودني - دار سعد الورزازي للنشر - الرباط - 78 صفحة.
- السيد لنينين السيد فرويد والسيد تحفة - أحمد طليمات - منشورات الآفاق المغربية -مراكش- 82 صفحة.
- شجرة القهر - محمد كروم - مطبعة تارودانت - 55 صفحة.
- ضفائر الغابة - محمد فاهي - منشورات دار أزمنة - الأردن - 77 صفحة.
- طلقات بنادق - إبراهيم أوحسين - دار دفاتر - 70 صفحة.
- العناصر - أحمد شكر - منشورات مجموعة البحث في القصة القصيرة بالمغرب - البيضاء - 73 صفحة.
- فانيليا سمراء - منى وفيق - دار أزمنة - الأردن - 54 صفحة.
- في عين الظلمة - حسن برما - مطبعة ليمورية - 109 صفحة.
- القردانية - محمد اشويكة - منشورات وزارة الثقافة - الرباط.
- قهوة الروح الجديدة - عبد القهار الحجاري - التنوخي - آسفي - 54 صفحة.
- كلاب السوق - عبد الوهام سمكان - منشورات مجموعة البحث في القصة القصيرة بالمغرب - البيضاء.
- لسان جدتي (حكايات)- نادية متفق - مؤسسة التنوخي - آسفي.
- متعدد لوجه واحد- أحمد القاطي - مطبعة أنفو برانت - فاس - 85 صفحة.
- مولد الروح - زهور كرام - منشورات مجموعة البحث في القصة القصيرة - البيضاء.
- ميريندا - فاطمة بوزيان - منشورات اتحاد كتاب المغرب - الرباط.
- وجع الرمال - عبد العزيز الراشدي .
- وردة النار - مصطفى شعبان - مطبعة تريفة - بركان - 90 صفحة.
- البحر الثامن/ راية البحر/السباخان الماهران: نصوص قصصية للفتيان. عبد الرحيم مؤدن وزارة الثقافة..2008

## 4 - في المسرح: (ثلاثة نصوص)
- زنوبيا في موكب الفينيق - عبد الرحمن بن زيدان - مطبعة أنفو برانت - فاس - 117 صفحة.
- الطربوش والبراميل - حسن لهبابطة - دار القرويين - البيضاء - 88 صفحة.
- محنة الشيخ اليوسي - عثمان أشقرا - مطبعة النجاح الجديدة - 79 صفحة.

## 5 - في الزجل: (ستة أعمال)
- الحراز - العربي عيشان - مطبعة النجاح الجديدة - البيضاء - 59 صفحة.
- صياد المعاني - عزيز محمد بن سعد - منشورات كتابة الدولة المكلفة بالأسرة - الرباط.
- عيوط أم هاني - إدريس بن العطار .
- الكلام ..لسيدي أحمد البهلول - مناورات شرفات.
- فتنة الدنيا - فاطمة قاسمي - دار وليلي - مراكش - 72 صفحة.
- هجهوج الحال - محمد مومر - مطبعة فارير - سطات - 166 صفحة.

## 6 - في النقد
- 1 - في النقد الأدبي العام : خمسة مؤلفات
- أبحاث في الفكاهة والسخرية - تنسيق أحمد شايب - دار أبي رقراق - الرباط.
- الإبداع الأدبي المعاصر بالجهة الشرقية من المغرب - محمد قاسمي - مطبعة الجسور - وجدة.
- الثقافة وجواراتها - أحمد شراك - منشورات مقاربات - آسفي.
- ذاكرة قلم - خناثة بنونة - البوكيلي للطباعة - القنيطرة.
- مكتبة الأدب الإسلامي المغربي - الحسين زروق - مطبعة أنفو برانت - فاس.
- 2 - في نقد الشعر : خمسة مؤلفات
- أنواع الزجل بالمغرب من الغنائية إلى التفاعلية - محمد الراشق - دار أبي رقراق - الرباط.
- الشعر والشعراء في المغرب على عهد الدولة العلوية - عبد الله المرابط الترغي / محمد كنون - مطبعة الخليج العربي - تطوان.
- الكتابة وإعادة الكتابة في الشعر المغربي المعاصر - خالد بلقاسم - منشورات وزارة الثقافة - الرباط.
- كالنهر يصعد في الأزرق : في التجربة الشعرية لأحمد بلحاج آية وارهام - كتاب أفروديت -رقم 5 - مراكش.
- مرجان الأعماق: تأملات في نصوص مغربية معاصرة - محمد بونجمة - مطبعة أنفو برانت - فاس.
- 3 - في النقد القصصي : خمسة مؤلفات
- المعارضة الشعرية عتبات التناص في القصيدة المغربية - أحمد زنيبر - دار أبي رقراق للطباعة والنشر.
- أسئلة القصة القصيرة بالمغرب - محمد رمصيص - مطبعة طوب بريس.
- جدل الاستمرار والتجاوز: قراءات في القصة القصيرة المغربية الجديدة - محمد الدوهو - جذور للنشر - الرباط.
- القصة القصيرة بالمغرب: دراسة في المنجز النصي - إعداد جمال بوطيب - مؤسسة التنوخي - آسفي.
- القصة القصيرة جدا بالمغرب: المسار والتطور - جميل حمداوي - مؤسسة التنوخي للطباعة والنشر - آسفي.
- مدار السلمون: حركة التجريب القصصي في المغرب - مطبعة أنفو برانت - فاس.
- 4 - في النقد الروائي : أحد عشر مؤلفا:
- انغلاق الدائرة: دراسات في الرواية العربية - نور الدين صدوق - دار أزمنة - الأردن.
- الرواية العربية: قراءة من منظور التحليل النفسي - حسن المودن - مؤسسة التنوخي للنشر- آسفي.
- الرواية المغربية: آفاق جديدة - جماعي - دار التنوخي - آسفي.
- الشعري في الكتابة الروائية : دراسة في الرواية المغربية الجديدة - محمد أدادا -مطبعة أنفو برانت- فاس.
- في رحاب السرد - عبد السلام أقلمون - ربانيت - الرباط.
- الكتابة ونهج الاختلاف في الرواية المغربية - محمد الدوهو - مؤسسة جذور للنشر.
- ما الحاجة إلى الرواية؟ - عبد الفتاح الحجمري - دار الثقافة - البيضاء.
- من الإبداع الروائي إلى نقد النقد - جميل حمداوي - سلسلة شرفات - البيضاء.
- من خطاب السيرة المحدود إلى عوالم التخييل الذاتي الرحبة - عبد الملك أشهبون - مطبعة أنفو برانت - فاس.
- من فن السيرة إلى فضاء التخييل الذاتي - عبد الملك أشهبون - مطبعة أنفو برانت - فاس.
- الهوى المصري في المخيلة المغربية - محمد مشبال - منشورات بلاغات - القصر الكبير.
- 5 - في النقد المسرحي : مؤلفان
- تجربة في المسرح المغربي المنظوم - صلاح الطويل - دار نشر أهل فاس.
- الخطاب المسرحي عند مصطفى رمضاني - كتاب جماعي - مطبعة تريفة -بركان.